# Тайский вояж Степаныча
«Та́йский воя́ж Степа́ныча» — российский комедийный фильм 2005 года. Начало кинотрилогии. Продолжения: «Испанский вояж Степаныча» (2006) и «Мексиканский вояж Степаныча» (2012). Новогодняя комедия по мотивам рассказа Дмитрия Васильева, опубликованного на форуме Сергея Винского. В оригинале рассказ называется «Сиамский вояж Степаныча», однако название было изменено режиссёром Максимом Воронковым после покупки прав на произведение у автора кинокомпанией «WSB». Илья Олейников исполняет роль Тимофея Степановича Окопова; также в фильме сыграли Михаил Владимиров, Любовь Полищук, Алиса Гребенщикова и Станислав Садальский. Премьера фильма на телевидении состоялась 2 января 2006 года на Первом канале.
Основные съёмки фильма проходили в курортном городе Паттайя. «Челябинские» сцены были сняты в подмосковном Пересвете.

## Сюжет
Шофёр КамАЗа из Челябинска — Тимофей Степанович Окопов однажды на трудовом посту «накрыл» банду похитителей. За проявленный героизм Степанычу выдали «горящую» путёвку в Таиланд. В попутчики к Степанычу навязывается карточный шулер Сеня, обыгравший накануне олигарха Ваху Воркутидзе (прототип — Каха Бендукидзе), который охотится за ним. Не попав в Таиланд, Воркутидзе посылает туда двух братьев-близнецов Качко (прототип — братья Кличко). У Степаныча впервые появляется настоящая любовь — тайка по имени Ли, и он забывает о жене. Бандиты братья Качко терпят неудачу за неудачей в попытках добраться до денег и документов на завод. В конце концов, напуганные угрозами Воркутидзе, они приходят к Сене «с повинной». Сеня нанимает их телохранителями. Путёвка Степаныча заканчивается. Степаныч возвращается на родной завод. Теперь ему остаётся только вспоминать о солнце, пляжах и Ли. Но он верит, что когда-нибудь обязательно вернётся в Таиланд. Коллеги посмеиваются над его мечтой.

## В ролях
| Актёр                | Роль                                               |
| -------------------- | -------------------------------------------------- |
| Илья Олейников       | Степаныч (Тимофей Степанович Окопов) главный герой |
| Михаил Владимиров    | Сеня Шпилевой карточный шулер                      |
| Любовь Полищук       | Люся жена Степаныча                                |
| Алиса Гребенщикова   | Маша дочь Степаныча                                |
| Станислав Садальский | Ваха Автандилович Воркутидзе                       |
| Вадим Смирнов        | первый брат Качко                                  |
| Дмитрий Смирнов      | второй брат Качко                                  |
| Лада Дэнс            | Манана жена Воркутидзе                             |
| Александр Пятков     | Иван Иванович Лысаков                              |
| Татьяна Кравченко    | начальник таможни                                  |
| Ольга Мюнхаузен      | Земфира Викторовна                                 |
| Стас Костюшкин       | старший лейтенант милиции (в машине)               |
| Денис Клявер         | майор милиции (на улице)                           |
| Лолита Аушева        | Элеонора секретарша Лысакова                       |
| Максим Воронков      | друг Сени                                          |
| Марина Ширшикова     | корреспондентка                                    |
| Чанида Сомрак Кун    | Ли тайская любовница Степаныча                     |

## Съёмочная группа
- Режиссёр-постановщик: Максим Воронков
- Авторы сценария: Игорь Тер-Карапетов, Илья Олейников и Максим Воронков
- Оператор-постановщик: Виктор Макаров
- Художник-постановщик: Олег Смаровский
- Композитор: Илья Олейников
- Исполнитель песни: Илья Олейников[3]

## Отличия фильма от интернет-повести
- В оригинальной повести фамилия у Степаныча — Павлов, а не Окопов.
- В отличие от повести «Сиамский вояж Степаныча» в фильме присутствуют лишь несколько нецензурных слов, а в интернет-повести их очень много. Сеня не карточный шулер и не обыгрывал Ваху Воркутидзе. Также в сценарии отсутствует ряд сцен повести.

## Восприятие
Портал Вокруг ТВ оценил фильм «весёлую новогоднюю комедию о приключениях», поместив его в свои рейтинги лучших комедийных и приключенческих кинокартин 2005 года.

## Скандал
По данным ряда СМИ, режиссёр Максим Воронков получил десять миллионов рублей от московской пенсионерки Любови Васильевны Ивановой, пообещав ей процент от доходов фильма, на съёмочный процесс, но в итоге своё слово не сдержал.